# Jesus Correia
Pour les articles homonymes, voir Correia.
António Jesus Correia est un footballeur portugais né le 3 avril 1924 à Oeiras et mort le 30 novembre 2003. Il évoluait au poste d'attaquant.

## Biographie
Grand joueur du Sporting Portugal des années 1940, il est l'un des « cinq violons » avec Fernando Peyroteo, Albano, Manuel Vasques et José Travassos.
Lors de la finale de la Coupe Latine en 1949 perdue contre le FC Barcelone, il inscrit un but.
International, il reçoit 13 sélections en équipe du Portugal entre 1947 et 1952.
Il est également international de rink hockey et remporte notamment le championnat du monde 1948 à Montreux. 

## Carrière
- 1943-1952 :  Sporting Portugal
- 1955-1956 :  GD CUF

## Palmarès

### En club
Avec le Sporting Portugal :
- Champion du Portugal en 1944, 1947, 1948, 1949, 1951, 1952
- Vainqueur de la Coupe du Portugal en 1945 et 1948
- Finaliste de la Coupe Latine en 1949